# Badger Pass Ski Area

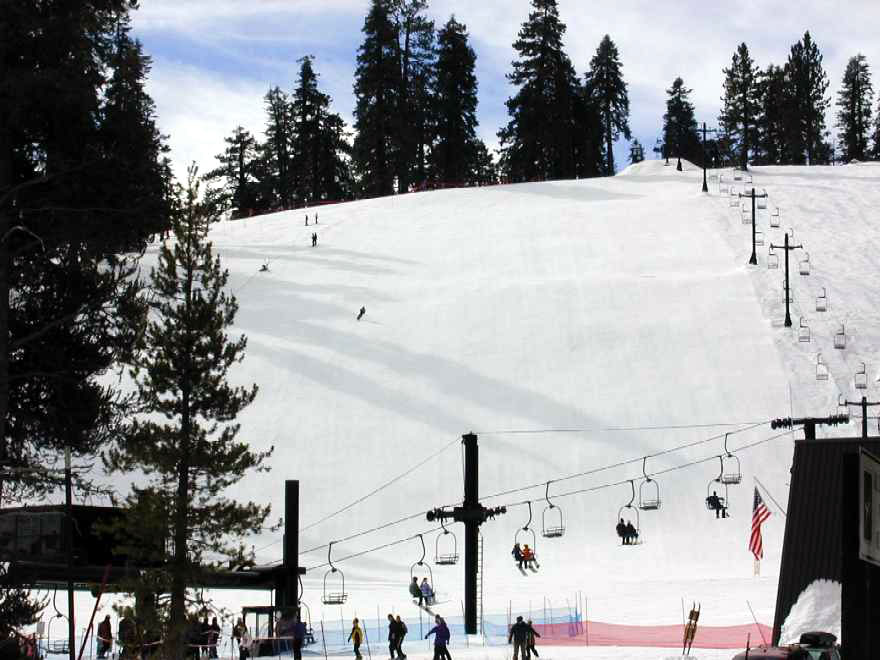
Badger Pass Ski Area

De Badger Pass Ski Area is een klein wintersportgebied in het Yosemite National Park in de Sierra Nevada, in de Amerikaanse staat Californië.
In 1934 opende het skigebied, in 1935 werd er een eerste lodge gebouwd en in 1936 opende de eerste primitieve skilift. Badger Pass was het eerste wintersportgebied in Californië. Pas later hetzelfde decennium zou het wintersporttoerisme rond Lake Tahoe van grond komen, met de opening van Sugar Bowl in 1939. 
Badger Pass wordt namens de National Park Service uitgebaat door de hoofdconcessiehouder van het nationale park, Aramark. Het is een van slechts drie wintersportgebieden met skiliften in Amerikaanse nationale parken (Hurricane Ridge Ski and Snowboard Area in Olympic National Park en Boston Mills/Brandywine Ski Resort in Cuyahoga Valley National Park zijn de andere).
Het bevindt zich 8 kilometer ten zuidzuidoosten van het kruispunt tussen State Route 41 en Glacier Point Road. Tijdens de winter of wanneer er veel sneeuw gevallen is, sluit Glacier Point Road voorbij Badger Pass. Dan wordt de weg gebruikt als langlaufpiste.
Skiërs hebben toegang tot 36 hectare aan piste, gelegen tussen 2200 en 2400 meter boven het zeeniveau. Er zijn tien skipistes en vijf liftjes. Er zijn geen overnachtingsmogelijkheden in Badger Pass.